# Gracia-Orlová
La Gracia-Orlová è una corsa a tappe femminile di ciclismo su strada che si disputa ogni anno tra Repubblica Ceca e Polonia. Svoltasi per la prima volta nel 1987, è stata inserita nel Calendario internazionale femminile UCI come prova di classe 2.2 (2.1 dal 1997 al 2002).

## Percorso
Dal 2004 la partenza è a Dětmarovice, nella regione di Moravia-Slesia, nell'est della Repubblica Ceca, mentre l'arrivo è localizzato a Orlová, nella stessa regione. Una cronometro individuale è disputata a Kuźnia Raciborska nel Voivodato della Slesia, nella Polonia meridionale.

## Albo d'oro
Aggiornato all'edizione 2022.
| Anno           | Vincitrice                            | Seconda                               | Terza                                 |
| Družba Žen     | Družba Žen                            | Družba Žen                            | Družba Žen                            |
| -------------- | ------------------------------------- | ------------------------------------- | ------------------------------------- |
| 1987           | Angela Ranft                          | Petra Rossner                         | Kerstin Arndt                         |
| 1988           | Radka Kynčlová                        | Petra Rossner                         | Angela Kindling                       |
| 1989           | Angela Ranft                          | Indigó Paczová                        | Radka Kynčlová                        |
| Gracia Tour    |                                       |                                       |                                       |
| 1990           | Radka Kynčlová                        | Eva Orvošová                          | Jana Poloková                         |
| 1991           | Ildiko Paczová                        | Eva Orvošová                          | Alena Barillová                       |
| 1992           | Valentina Gerasimova                  | Marina Prudnikova                     | Elena Ogouy                           |
| 1993           | Rasa Polikevičiūtė                    | Aleksandra Kol'jaseva                 | Tamara Poljakova                      |
| 1994           | Gul'nara Fatkulina                    | Svetlana Samochvalova                 | Ol'ga Sokolova                        |
| Gracia ČEZ-EDĚ |                                       |                                       |                                       |
| 1995           | Hanka Kupfernagel                     | Judith Arndt                          | Valentina Gerasimova                  |
| 1996           | Hanka Kupfernagel                     | Lenka Ilavská                         | Barbara Heeb                          |
| 1997           | Hanka Kupfernagel                     | Barbara Heeb                          | Zul'fija Zabirova                     |
| 1998           | Marcia Eicher-Vouets                  | Kathryn Watt                          | Lenka Ilavská                         |
| 1999           | Hanka Kupfernagel                     | Tetjana Stjažkina                     | Julija Murenkaja                      |
| 2000           | Hanka Kupfernagel                     | Meike de Bruijn                       | Monica Valen                          |
| 2001           | Judith Arndt                          | Nicole Brändli                        | Lara Ruthven                          |
| Gracia-Orlová  |                                       |                                       |                                       |
| 2002           | Amber Neben                           | Hanka Kupfernagel                     | Priska Doppmann                       |
| 2003           | Nicole Brändli                        | Judith Arndt                          | Lada Kozlíková                        |
| 2004           | Nicole Brändli                        | Annette Beutler                       | Karin Thürig                          |
| 2005           | Judith Arndt                          | Susanne Ljungskog                     | Madeleine Sandig                      |
| 2006           | Judith Arndt                          | Amber Neben                           | Nicole Brändli                        |
| 2007           | Judith Arndt                          | Aleksandra Burčenkova                 | Andrea Bosman                         |
| 2008           | Marianne Vos                          | Luise Keller                          | Aleksandra Burčenkova                 |
| 2009           | Trixi Worrack                         | Fabiana Luperini                      | Marianne Vos                          |
| 2010           | Marianne Vos                          | Annemiek van Vleuten                  | Nicole Cooke                          |
| 2011           | Тat'jana Аntošina                     | Natal'ja Bojarskaja                   | Svetlana Bubnenkova                   |
| 2012           | Evelyn Stevens                        | Trixi Worrack                         | Sharon Laws                           |
| 2013           | Ellen van Dijk                        | Evelyn Stevens                        | Emma Pooley                           |
| 2014           | Paulina Brzeźna                       | Katrin Garfoot                        | Eugenia Bujak                         |
| 2015           | Alena Amjaljusik                      | Trixi Worrack                         | Eugenia Bujak                         |
| 2016           | Olena Pavluchina                      | Shara Gillow                          | Alena Amjaljusik                      |
| 2017           | Riejanne Markus                       | Anouska Koster                        | Moniek Tenniglo                       |
| 2018           | Emilia Fahlin                         | Ol'ga Zabelinskaja                    | Marija Novolodskaja                   |
| 2019           | Marta Bastianelli                     | Julie Van de Velde                    | Marija Novolodskaja                   |
| 2020-21        | annullata per la pandemia di COVID-19 | annullata per la pandemia di COVID-19 | annullata per la pandemia di COVID-19 |
| 2022           | Agnieszka Skalniak                    | Jenny Rissveds                        | Christina Schweinberger               |